# Containerlift

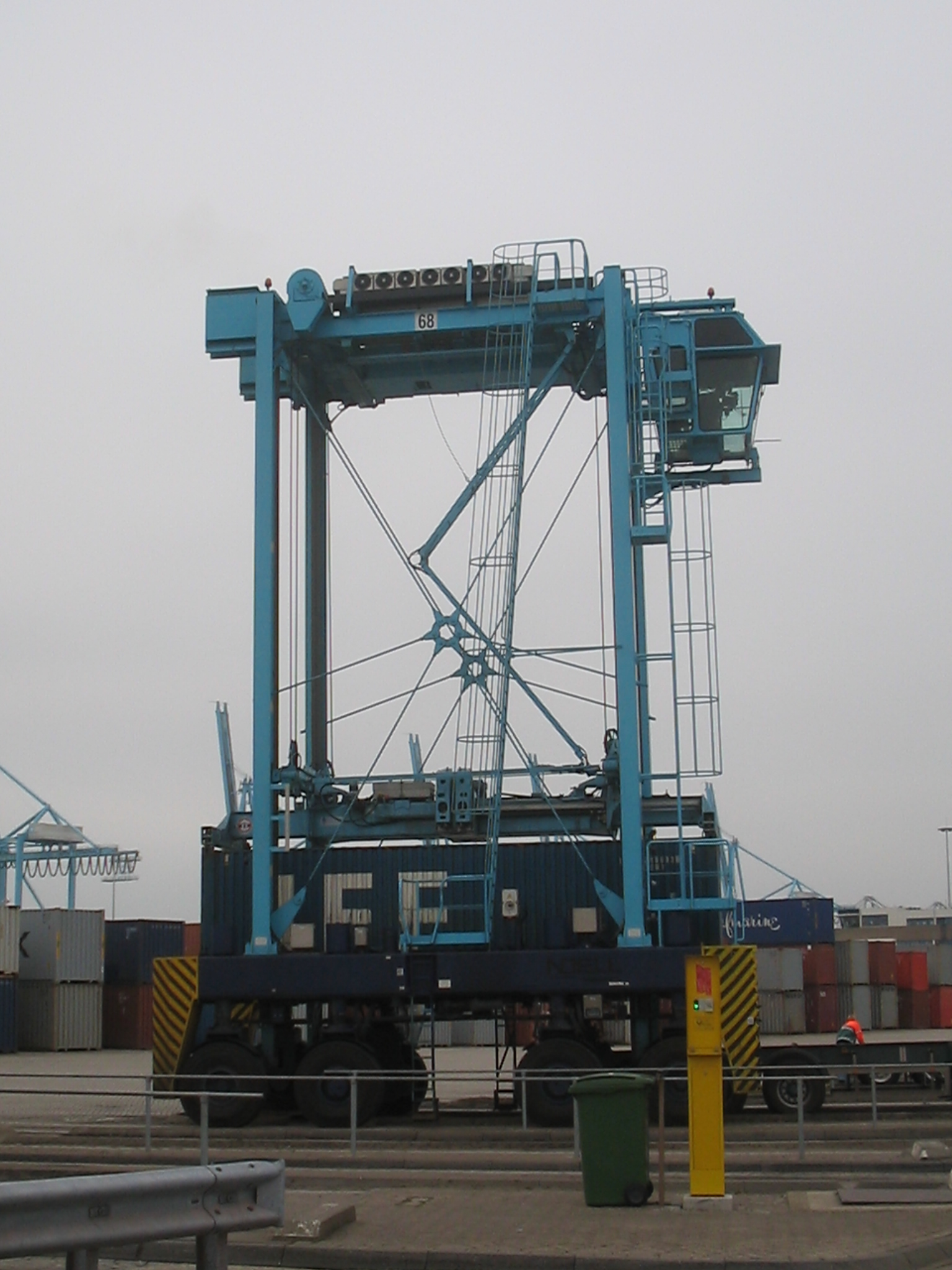
Straddle-carrier

Een containerlift of straddlecarrier (straddle = schrijlings, carrier = drager) is een voertuig dat op overslagterminals wordt ingezet om ISO-standaardcontainers te transporteren. Deze dieselaangedreven machine kan een container oppakken van onder een walkraan, transporteren en vervolgens neerzetten op de grond, op een oplegger, op een, twee of drie andere containers, of op een spoorwegwagon, door middel van een hydraulische of elektrische hijsmechanisme.
De straddlecarrier werd - oorspronkelijk - bedacht in Finland, kort na de Tweede Wereldoorlog (dus lang voor het bestaan van de ISO-container), voor het vervoer van staalproducten, en werd aanvankelijk door Finland massaal geëxporteerd naar de Sovjet-Unie.
In het begin van de jaren 70 werd de machine aangepast voor de manipulatie van het nieuwe transportconcept, de ISO-container. De wereldmarkt wordt op dit ogenblik (eind 2006) bijna totaal beheerst door twee fabrikanten: het Fins-Zweedse Kalmar, behorende tot de Cargotec groep en het Duits-Italiaanse Noell, behorende tot de Fantuzzi-groep.
De straddlecarrier heeft inmiddels een reeks van officiële en officieuze bijnamen gekregen, zoals "containerlift" of "portaalhefwagen", maar ook "spinnenkop", "olifant" of "tram".
De containerlift werd in de jaren '60 bedacht in Duitsland en daarna verder ontwikkeld door Hammar Maskin in Zweden, Steelbro in Nieuw-Zeeland en anderen.
In Nederland zijn verschillende containerlifts of ook wel zijladers in gebruik.
Een van de grootste vervoerders op dit gebied is Gevezet int. transport uit Schiedam.